# رکلا (تگزاس)
رکلا، تگزاس(به انگلیسی: Reklaw, Texas) شهری در ایالت تگزاس از ایالات جنوبی ایالات متحده آمریکا است. در سرشماری سال ۲۰۰۰، جمعیت این شهر ۳۲۷ نفر اعلام شد.